# Jacque Vaughn
Jacque Vaughn (ur. 11 lutego 1975 w Los Angeles) – amerykański koszykarz występujący na pozycji rozgrywającego, mistrz NBA, obecnie trener w zespole Brooklyn Nets.
W 1993 wystąpił w meczu gwiazd amerykańskich szkół średnich – McDonald’s All-American.
W marcu 2020 został tymczasowym głównym trenerem Brooklyn Nets.

## Osiągnięcia
Na podstawie, o ile nie zaznaczono inaczej
NCAA
- Uczestnik rozgrywek:
  - Elite 8 turnieju NCAA (1996)
  - Sweet 16 turnieju NCAA (1994–1997)
- Mistrz:
  - turnieju konferencji Big 12 (1997)
  - sezonu zasadniczego konferencji Big 8/12 (1995–1997)
- Zawodnik Roku Big Eight (1996)
- Najlepszy nowo-przybyły zawodnik konferencji Big 8 (1994)
- Nagrodzony tytułem – GTE Team Member of the Year (1997)
- Wybrany do:
  - I składu GTE Academic All-American (1996, 1997)
  - II składu All-American (1996–1997)[5]

NBA
- Mistrz NBA (2007)[1]
- Wicemistrz NBA (1998)[1]